# 埃什瓦讷 (杜省)
埃什瓦讷（法語：Échevannes，法語發音：[eʃvan]）是法国杜省的一个市镇，属于贝桑松区。

## 地理
埃什瓦讷（47°4'27"N, 6°13'51"E）面积5.23 平方千米，位于法国勃艮第-弗朗什-孔泰大區杜省，该省份为法国东部内陆省份，北起上索恩省，西接汝拉省，东部及东南部与瑞士接壤，东北部与贝尔福地区省接壤。
与埃什瓦讷接壤的市镇（或旧市镇、城区）包括：拉旺维亚方、维亚方。

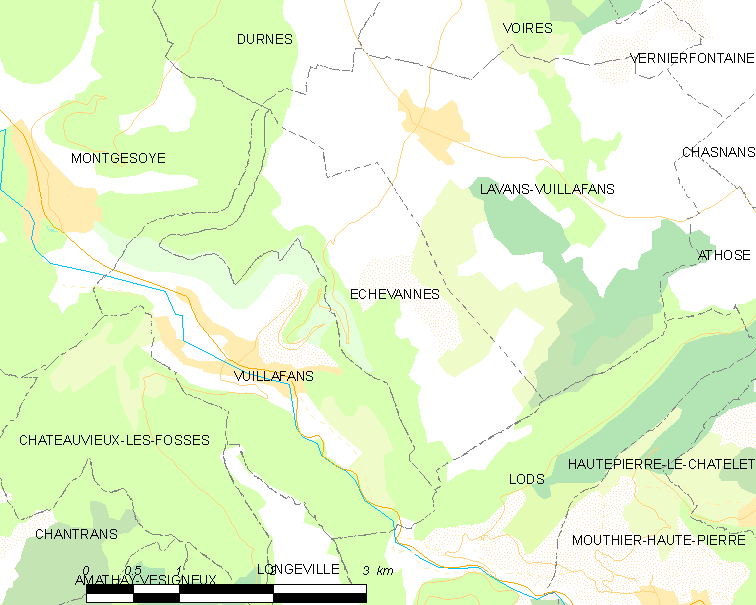
的OSM定位图

埃什瓦讷的时区为UTC+01:00、UTC+02:00（夏令时）。

## 行政
埃什瓦讷的邮政编码为25580，INSEE市镇编码为25211。

## 政治
埃什瓦讷所属的省级选区为奥尔南县。

## 人口

1962-2008年间人口变化图示

埃什瓦讷于2022年1月1日时的人口数量为87人。